# Інро

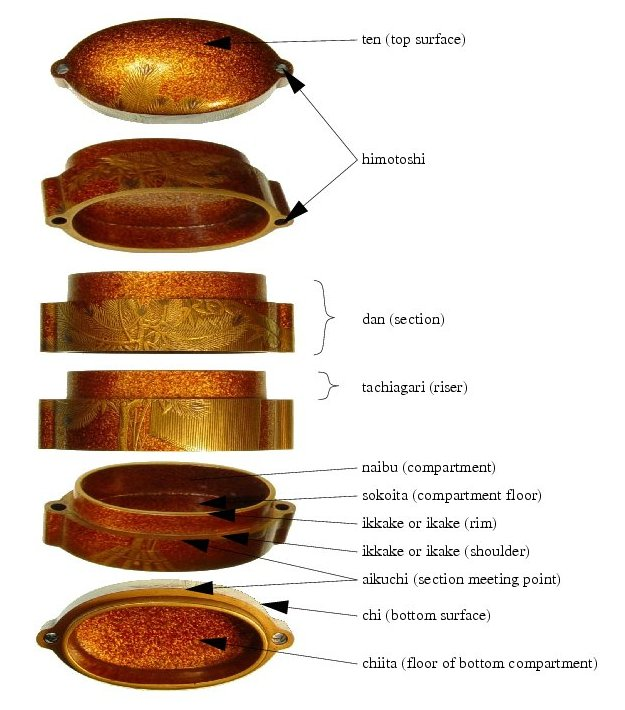
Складові інро

Інро (яп. 印籠 Інро:) — коробочка для зберігання дрібних предметів. Оскільки в традиційному японському вбранні відсутні кишені, особисті речі часто підвішувалися на поясі (обі) в різних ємностях сагемоно (яп. 下 げ 物). Більшість типів сагемоно призначалися для конкретного вмісту, наприклад, тютюну (тоді це був кисет), трубки, пензлики для писання та туші. А ось інро створювався для зберігання чого-небудь маленького. Інро складається з декількох відділень, що вставляються одне в одне, інро зазвичай використовувався для зберігання особистої печатки та ліків. Інро робилися з дерева, слонової кістки, кістки, лаку. Лак використовувався також для прикрашання інро, зроблених з інших матеріалів. Інро, подібно до пов'язаних з ним одзіме і нецке, з плином часу перетворився з чисто утилітарного предмета в об'єкт високого мистецтва та приголомшливої майстерності.